# Jannik Vestergaard
Jannik Vestergaard (Copenhague, Dinamarca, 3 de agosto de 1992) es un futbolista danés que juega como defensa en el Leicester City F. C. de la EFL Championship de Inglaterra.

## Trayectoria

### Alemania
Arribó al Hoffenheim en el año 2010 procedente de las juveniles de Brøndby IF, se integró a la reserva del club, y jugó algunos partidos con la sub-19. Mostró un buen nivel en la primera mitad de la temporada, para el año siguiente, fue ascendido al plantel absoluto.
Debutó como profesional el 16 de abril de 2011, en la fecha 30 de la Bundesliga, ingresó en el minuto 90 para jugar contra el Eintracht Frankfurt ante más de 30 100 espectadores en el Rhein-Neckar-Arena, y finalmente ganaron 1-0. Jannik jugó su primer partido con 18 años y 256 días, utilizó la camiseta número 29.
En la temporada 2011-12, comenzó sin minutos, ya que en las primeras 12 fechas, fue suplente e ingresó en dos oportunidades, totalizando 4 minutos. El 25 de octubre de 2011, debutó en la Copa de Alemania, fue su primer partido como titular, se enfrentaron al Colonia y ganaron 2-1. El 20 de noviembre, jugó su primer partido como titular en la Bundesliga, contra el Hamburgo, pero perdieron 2-0. Mantuvo el puesto y fue el zaguero titular hasta la última fecha.
En la fecha 21, que se disputó el 11 de febrero de 2012, anotó su primer gol como profesional ante el Werder Bremen, el partido finalizó 1-1. Jannik disputó 26 partidos en la temporada, anotó 2 goles y recibió 3 tarjetas amarillas.
Se consolidó en el club, su buen rendimiento le valió el llamado a la selección de fútbol de Dinamarca.
Después de haber disputado 82 partidos  en los que anotó 6 goles, el 27 de enero de 2015 fue fichado por el Werder Bremen.
Llegó al club a cambio de 2,5 millones de euros, con un contrato hasta el 30 de junio de 2018.
Debutó en su nuevo equipo el 1 de febrero de 2015, fue titular contra el Herta Berlín y ganaron 2 a 0. En la siguiente fecha jugó su segundo partido, se enfrentó a su exequipo, el TSG 1899 Hoffenheim, estuvo los 90 minutos en cancha y ganaron 2 a 1. En su primera temporada con el Werder Bremen jugó 16 partidos anotando un gol.
Para la temporada 2015-16 se consolidó en el equipo, disputando 33 partidos y anotando 2 goles en la 1. Bundesliga 2015-16. El 20 de febrero de 2016 fue el capitán del equipo por primera vez. En la Copa de Alemania llegaron hasta la semifinal, pero perdieron con el Bayern de Múnich. Disputó 5 partidos y anotó un gol en la copa.
Con el Werder Bremen disputó 54 partidos, anotó 4 goles y fue capitán en dos encuentros. Al final de la temporada, se anunció su fichaje por el Borussia Mönchengladbach.
En su primera temporada disputó 49 partidos de los cuales 10 partidos fueron en competiciones internacionales; en toda la temporada anotó 4 goles. En la segunda temporada con el club disputó 34 partidos en los que anotó 3. En dos temporadas disputó 83 partidos y anotó 7 goles con el club.

### Inglaterra
El Southampton F. C. anunció su fichaje el 13 de julio de 2018 a cambio de 20 millones de euros. Permaneció tres temporadas en el club, siendo traspasado en agosto de 2021 al Leicester City F. C.

## Selección nacional

### Participaciones en Copas del Mundo
| Mundial                        | Sede  | Resultado        | Partidos | Goles |
| ------------------------------ | ----- | ---------------- | -------- | ----- |
| Copa Mundial de Fútbol de 2018 | Rusia | Octavos de final | 0        | 0     |

### Participaciones en Eurocopas
| Copa          | Sede     | Resultado        | Partidos | Goles |
| ------------- | -------- | ---------------- | -------- | ----- |
| Eurocopa 2020 | Europa   | Semifinal        | 6        | 0     |
| Eurocopa 2024 | Alemania | Octavos de final | 4        | 0     |

## Estadísticas

### Clubes
Actualizado al 27 de febrero de 2025.
| Club                                | Div.          | Temporada     | Liga  | Liga  | Copas nacionales | Copas nacionales | Torneos internacionales | Torneos internacionales | Total | Total |
| Club                                | Div.          | Temporada     | Part. | Goles | Part.            | Goles            | Part.                   | Goles                   | Part. | Goles |
| ----------------------------------- | ------------- | ------------- | ----- | ----- | ---------------- | ---------------- | ----------------------- | ----------------------- | ----- | ----- |
| TSG 1899 Hoffenheim · Alemania      | 1.ª           | 2010-11       | 1     | 0     | 0                | 0                | —                       | —                       | 1     | 0     |
| TSG 1899 Hoffenheim · Alemania      | 1.ª           | 2011-12       | 23    | 2     | 3                | 0                | —                       | —                       | 26    | 2     |
| TSG 1899 Hoffenheim · Alemania      | 1.ª           | 2012-13       | 18    | 1     | 1                | 0                | —                       | —                       | 19    | 1     |
| TSG 1899 Hoffenheim · Alemania      | 1.ª           | 2013-14       | 25    | 1     | 4                | 0                | —                       | —                       | 29    | 1     |
| TSG 1899 Hoffenheim · Alemania      | 1.ª           | 2014-15       | 6     | 1     | 1                | 1                | —                       | —                       | 7     | 2     |
| TSG 1899 Hoffenheim · Alemania      | Total club    | Total club    | 73    | 5     | 9                | 1                | 0                       | 0                       | 82    | 6     |
| Werder Bremen · Alemania            | 1.ª           | 2014-15       | 15    | 1     | 1                | 0                | —                       | —                       | 16    | 1     |
| Werder Bremen · Alemania            | 1.ª           | 2015-16       | 33    | 2     | 5                | 1                | —                       | —                       | 38    | 3     |
| Werder Bremen · Alemania            | Total club    | Total club    | 48    | 3     | 6                | 1                | 0                       | 0                       | 54    | 4     |
| Borussia Mönchengladbach · Alemania | 1.ª           | 2016-17       | 34    | 4     | 5                | 0                | 10                      | 0                       | 49    | 4     |
| Borussia Mönchengladbach · Alemania | 1.ª           | 2017-18       | 32    | 3     | 2                | 0                | —                       | —                       | 34    | 3     |
| Borussia Mönchengladbach · Alemania | Total club    | Total club    | 66    | 7     | 7                | 0                | 10                      | 0                       | 83    | 7     |
| Southampton F. C. Inglaterra        | 1.ª           | 2018-19       | 23    | 0     | 3                | 0                | —                       | —                       | 26    | 0     |
| Southampton F. C. Inglaterra        | 1.ª           | 2019-20       | 19    | 1     | 2                | 0                | —                       | —                       | 21    | 1     |
| Southampton F. C. Inglaterra        | 1.ª           | 2020-21       | 30    | 3     | 2                | 0                | —                       | —                       | 32    | 3     |
| Southampton F. C. Inglaterra        | Total club    | Total club    | 72    | 4     | 7                | 0                | 0                       | 0                       | 79    | 4     |
| Leicester City F. C. Inglaterra     | 1.ª           | 2021-22       | 10    | 0     | 4                | 0                | 6                       | 0                       | 20    | 0     |
| Leicester City F. C. Inglaterra     | 1.ª           | 2022-23       | 0     | 0     | 3                | 0                | —                       | —                       | 3     | 0     |
| Leicester City F. C. Inglaterra     | 2.ª           | 2023-24       | 42    | 2     | 2                | 0                | —                       | —                       | 44    | 2     |
| Leicester City F. C. Inglaterra     | 1.ª           | 2024-25       | 18    | 0     | 1                | 0                | —                       | —                       | 19    | 0     |
| Leicester City F. C. Inglaterra     | Total club    | Total club    | 70    | 2     | 10               | 0                | 6                       | 0                       | 86    | 2     |
| Total carrera                       | Total carrera | Total carrera | 329   | 21    | 39               | 2                | 16                      | 0                       | 384   | 23    |

## Palmarés

### Campeonatos nacionales
| Título           | Equipo               | País       | Año  |
| ---------------- | -------------------- | ---------- | ---- |
| EFL Championship | Leicester City F. C. | Inglaterra | 2024 |